# Marcos Mantis GT
O Mantis GT é um modelo da Marcos.
Marca inglesa de carros esportivos de grande performance.